# Леонид Соболев
Леонид Николаевич Соболев е руски генерал, участник в Руско-турската война от 1877 – 1878 и 6-и министър-председател на България от юни 1882 до септември 1883 година.

## Биография
Роден е в семейството на потомствен дворянин.
Военно образование получава в I Кадетски корпус и Михайловското артилерийско училище. Служи в VII Конно-артилерийска бригада (1864).
Завършва Николаевската академия на Генералния щаб в Петербург през 1868 година.

## Участие във войната с Турция
В хода на Руско-турската война (1877-1878) е щабен офицер в Действащата руска армия в България. Участва в боевете при Плевен и Шипка и в зимното преминаване на Стара планина. Награден е с Орден „Свети Георги“ IV ст.
В края на войната Соболев ръководи канцеларията на завеждащия гражданското управление в България княз Владимир Черкаски.
През 1880 е повишен в чин генерал-майор.

## Дейност в България
Соболев служи в генералния щаб на руската армия до 1882 година, когато е натоварен със задачата да подкрепи Режима на пълномощията в Княжество България. На 23 юни същата година е назначен от княз Александър Батенберг за министър-председател и министър на вътрешните работи в правителство, съставено от руски офицери и чиновници и деятели на Консервативната партия. Води политика за трайно икономическо, политическо и военно обвързване на България с Русия. За целта налага (през юни 1883) подписването на дълго отлаганата от предишните български правителства конвенция за окупационния дълг, постъпленията от който предвижда да отидат за създаване на руски училища в България, развитие на транспортните връзки по Дунав и засилване на руския черноморски флот. Със същата цел настоява за прокарване на железопътна линия от София до Русе на държавни разноски, като се опитва (юли 1883) да заложи резервния фонд на БНБ в Петербург като гаранция за проектирания заем за строежа.
В първите месеци от управлението си Соболев помага на консерваторите да спечелят мнозинство в III обикновено народно събрание чрез промени в избирателната система и административна намеса в изборите от есента на 1882. Съпротивата им срещу икономическите му планове го кара (март 1883) да се обърне към либералите и да заработи за премахване на княжеските пълномощия, но надеждите му за подкрепа от Либералната партия за нова, консервативна конституция на мястото на Търновската се оказват излъгани. На 7 септември 1883, когато става ясно, че либералният водач Драган Цанков се е споразумял с консерваторите и Батенберг за конституционна реформа, Соболев подава оставка и няколко дни по-късно напуска България.
След връщането си в Русия Леонид Соболев подлага на критики създадения с активно руско участие Режим на пълномощията, тъй като според него той дава прекалена самостоятелност на княз Александър и той не се съобразява в достатъчна степен с руската политика. Соболев дори обвинява генерал Казимир Ернрот, че при налагането на Режима е действал без съгласието на руското правителство, за което двамата водят полемика в руския печат.

## По-късна кариера
След завръщането си от България Соболев продължава службата си в руската армия. Участва в руско-японската война от 1904 – 1905 година като командир на корпус.

## Публицистика
Леонид Соболев е автор на трудове по география, история и военно дело. Сред тях са:
- „Географические и статистические сведении о Зеравшанском округе“ (Санкт Петербург, 1874);[8]
- „Материалы по изучению Болгарии“ (Букурещ, 1877);[8]
- „Страница из истории восточного вопроса. Англо-Афганская распря (Очерк войны 1879 – 1880 гг.)“ (в четири тома, Санкт Петербург, 1880 – 85);[8]
- „Стратегический обзор Хивинского ханства“ (Ташкент, 1882)[9]
- Коментари към „К новейшей истории Болгарии“ (статия за управлението му в България, публикувана в списание „Русская старина“ през 1886);[10]
- „Возможен ли поход русских в Индию?“ (Москва, 1901)[9]
- „Куропаткинская стратегия. Краткие заметки бывшего командира 6-го Сибирского армейского корпуса“ (Санкт Петербург, 1910)[9]